# Erigeron bonariensis
Erigeron bonariensis — вид квіткових рослин родини айстрові (Asteraceae). лат. bonarensis — географічний епітет, який натякає на його місце зростання в Буенос-Айресі.

## Опис
Росте як кущ. Виростає до 75 см заввишки. Листки вкриті волосками і зберігаються взимку. Має синьо-зелене, дуже вузьке, хвилясте листя і фіолетові приквітки. Прикореневі листки завширшки 10 мм, 30–80 мм завдовжки, на середині стебла листки завширшки 2–10 мм, 10–50 мм завдовжки. Сім'янки 1–1.7 мм. Цвіте протягом року.

## Поширення
Батьківщина: Південна Америка (Бразилія; Французька Гвіана; Гаяна; Суринам; Аргентина; Чилі; Парагвай; Уругвай; Болівія; Перу). Натуралізований: в багатьох країнах світу, в тому числі в центральній, північній і південній Європі. Населяє околиці полів, трав'янисті схили, узбіччя; процвітає навіть у тріщинах бетонного покриття.

## Галерея

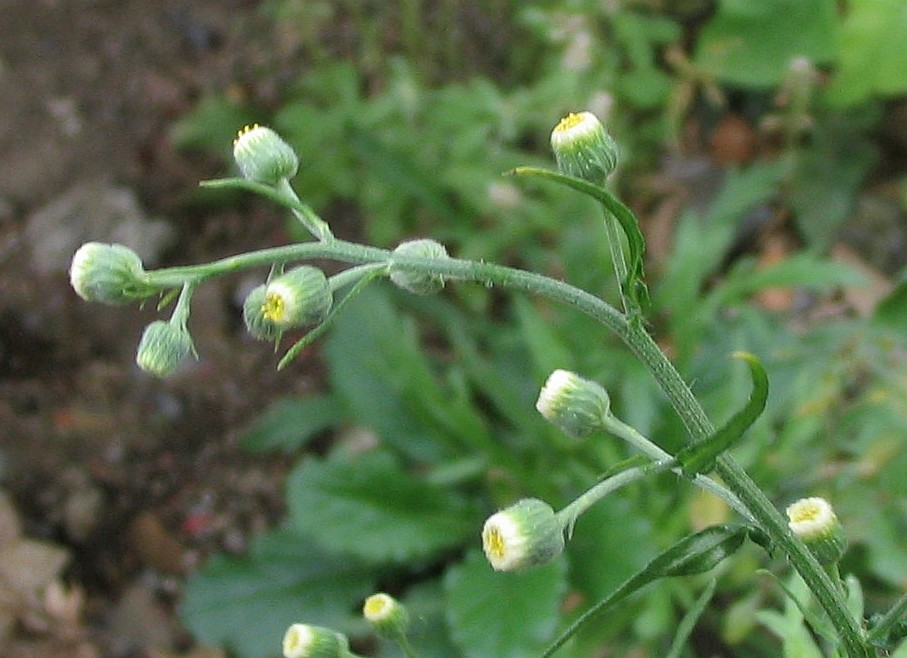
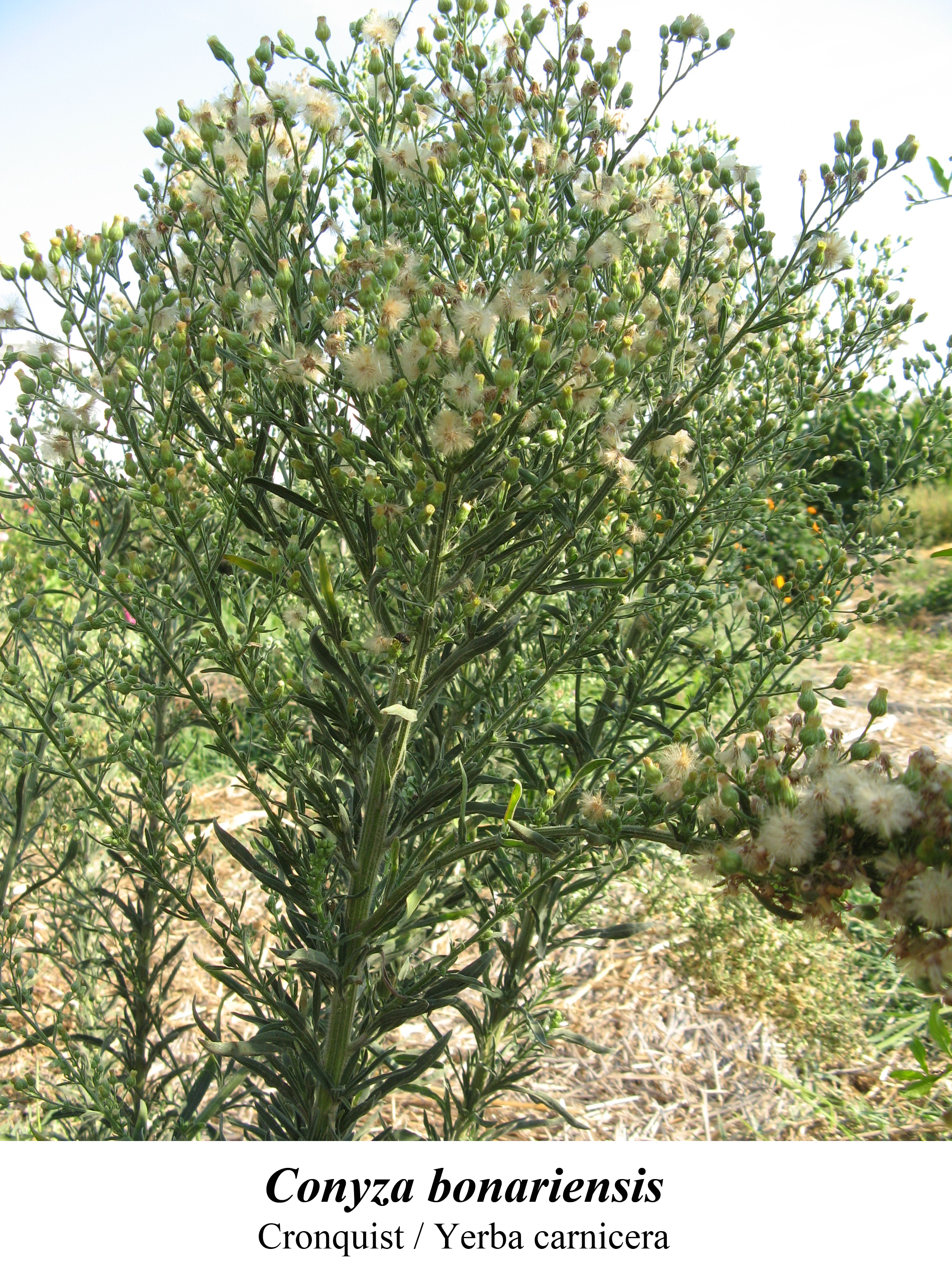
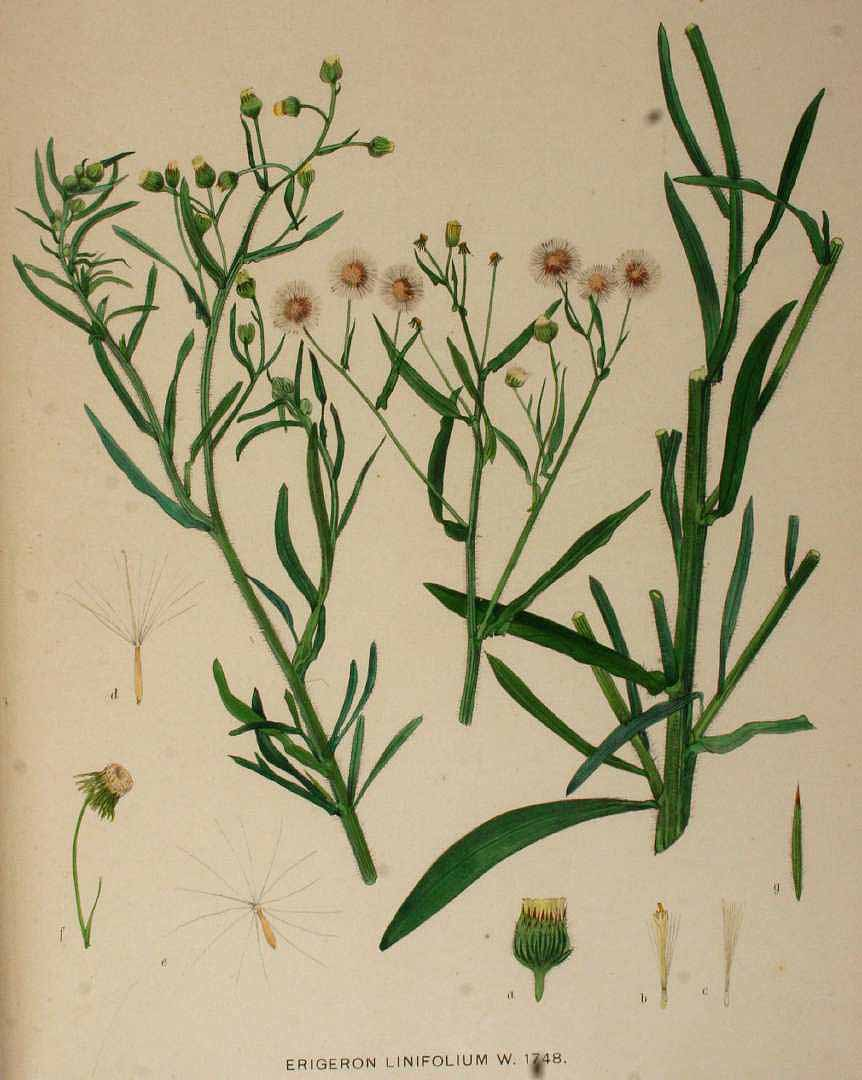

|  | Це незавершена стаття про айстрові. Ви можете допомогти проєкту, виправивши або дописавши її. |